# أنتوني كوك (كرة سلة)
أنتوني كوك (بالإنجليزية: Anthony Cook)‏ مواليد 19 مارس 1967 في لوس أنجلوس، هو لاعب كرة سلة أمريكي معتزل. بدأ مسيرته الاحترافية في سنة 1989. تم اختياره من قبل فريق فينيكس صنز خلال الدرافت. يبلغ طوله 6 قدم 9 بوصة (2.1 م). اعتزل اللعب في 1997.

## المسيرة الاحترافية
لعب مع دنفر ناغتس من سنة 1990 إلى 1993، ثم لعب مع أورلاندو ماجيك في موسم 1993–1994، ثم لعب مع ميلووكي باكز في سنة 1994، ثم لعب مع بورتلاند ترايل بلايزرز في موسم 1995–1996.

## روابط خارجية
- أنتوني كوك على موقع إن بي أي (الإنجليزية)
- أنتوني كوك على موقع سبورتس رفرنس (الإنجليزية)
- أنتوني كوك على موقع كلية كرة السلة في سبورتس رفرنس.كوم (الإنجليزية)
- أنتوني كوك على موقع ريلجم (الإنجليزية)
- أنتوني كوك على موقع بروبوليرز (الإنجليزية)